# 熱波
熱波（ねっぱ、英: heat wave）は、その地域の平均的な気温に比べて著しく高温な気塊が波のように連続して押し寄せてくる現象のことである。
世界気象機関（WMO）の定義では、日中の最高気温が平均最高気温を5°C以上上回る日が5日間以上連続した場合をいう。熱波の定義は地域によって異なる。

## 原理
夏にブロッキング現象が起こると北半球では卓越風が極端に南寄りに南半球では北寄りに吹き、赤道付近の暖かい風が流れ込むとともにその地域に高気圧帯が出来る。一度ブロッキング現象が起こると同じような天候が長時間継続する（ブロッキング高気圧）ため中緯度地域に暖かい風が次々と入り込み、気温はさらに上がっていく。これらが繰り返し起こることで暑さが増幅され、やがて熱中症、熱射病などで人間を死に至らしめるほどの暑さとなる。
熱波に特徴的な天候が、長期間安定した晴天である。そのため翌朝までの放射冷却では大気を冷ましきれずに気温が底上げされ気温が日に日に上昇し、熱波の収束前に気温のピークを迎えることが多い。また雨が少なくなり、湿度も下がって乾燥傾向になる。一般に風も弱くなる（特に高気圧の中心付近）ため大気汚染物質が浄化・拡散されにくくなり大気汚染の被害、特に光化学スモッグによる被害が発生しやすくなる。
ただ熱波がピークを過ぎて大気の安定が崩れ、寒気が近づいたりすると高温の影響のために対流活動が活発化し激しい驟雨や雷雨による荒天（夕立、スコールなど）が顕著になる傾向がある。

## 影響

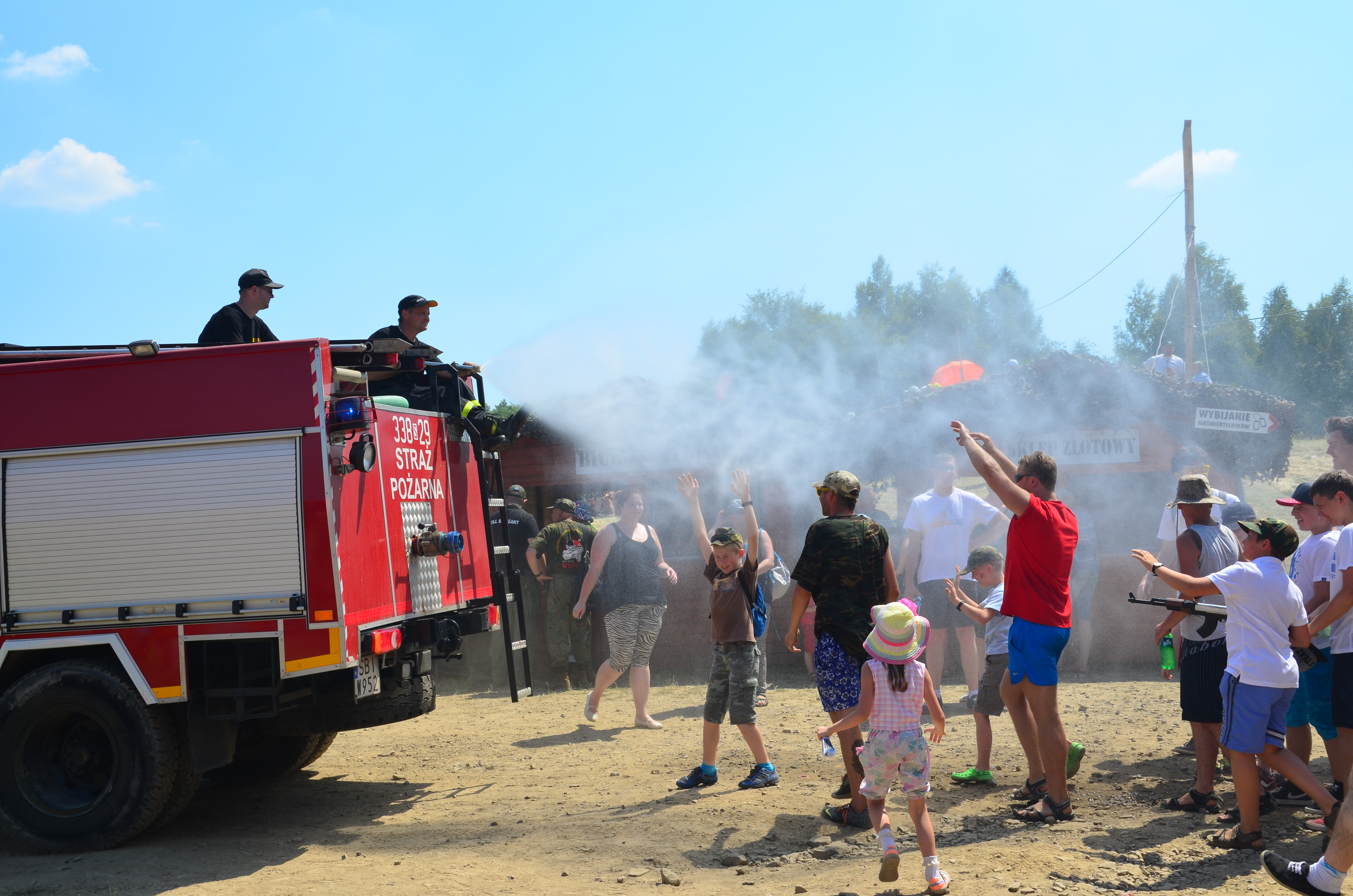
熱波をしのぐため放水を浴びる人々

熱波による影響は高温によるもの、少雨や乾燥によるものに大別できる。
熱波により、気温が体温を超えるような高温となることがある。これほどの高温となると熱中症、熱射病、脱水症状などの症状を訴える人が多くなり、死者も発生することがある。多くの建造物や舗装された道路などは、気温よりも大幅に温度が高くなる。
また少雨や乾燥は高温により需要が増える水資源の不足を招き上水道の給水制限や河川の取水制限、断水、農業用水の不足といった悪影響が出ることも多い。
山火事の引き金になることもある。

## 近年の主な熱波

1895年から2021年までのアメリカ国内の近隣48州の熱波指数の年間値である。アメリカ史上最も厳しい熱波があったのは1930年代である。「Dust Bowl.」と呼ばれるこの気温の急上昇はグレープレーンズ地域で発生し極端で持続的な熱波をもたらした。その原因は土地開発と長年の干ばつにより、土壌水分が枯渇し気化熱による冷却効果が失われたためではないかと考えられている。

ここでは、特に被害が甚大であったものを挙げる。文中異常（気候）とは、その地点として、30年に1回程度以下のまれな値となった場合を指す。
- 1977年7月10日 ギリシャのアテネで2015年までのヨーロッパ最高気温48.0°Cを記録[注釈 2]。
- 1980年6-8月 アメリカ中〜南部熱波[7]（テキサス州ウィチタフォールズで最高気温47°C、同州ダラスで最高気温38°C以上の日が連続42日、オクラホマ州タルサ、カンザス州ウィチタで7月平均気温平年差（当時）が+5°C以上、ニューヨークで8月平均気温最高記録、全米で死者1,700人以上）[要出典]
- 1987年7月 ギリシア熱波（最高気温45°C、死者1,000人以上）[8][9]
- 1993年7月 アメリカ南東部熱波（ジョージア州アトランタ7月平均気温最高記録、ただし中西部は洪水、北西部は異常低温）[要出典]
- 1994年6-8月 日本や韓国で猛暑[要出典]
- 1995年 シカゴ熱波（死者739人。アメリカ中西部全体では3000人以上死亡[10]。同様の熱波は過去にもあったが、都市化の進展で被害が急増したとされる[要出典]）
- 1998年 インドで2541人死亡（3028人とも）[要出典]
- 1999年 アメリカ東部熱波（ニューヨーク7月平均気温最高記録）[要出典]
- 2000年 パキスタンで140人死亡[要出典]
- 2003年 フランス、イタリア、ポルトガル、ベルギー、スイス[注釈 3]など500年来のヨーロッパの熱波（ヨーロッパ全域で死者52,000人以上[11]）
  - フランス14,800、ドイツ7,000、イタリア4,200、スペイン 4,200、イギリス2,139（1833年に150人の記録）、ポルトガル2,099、オランダ1,400、ベルギー1,250、スイス975
- 2005年 アメリカ全域熱波（気温40°C以上）[要出典]
- 2006年 アメリカ全域熱波（気温40°C以上。中でもカリフォルニアは最高気温48°Cで最高記録となった）[要出典]
- 2007年
  - ヨーロッパを中心とした熱波（7月24日には中部・東部ヨーロッパにおいて日最高気温観測値を記録した[注釈 4]）
  - パキスタン熱波（最高気温51°C、死者26人）[要出典]
- 2009年 オーストラリア南部熱波（最高気温45°C）[12][13]
- 2010年
  - 6-8月 日本で「観測史上最も暑い夏」[14]
  - 7月 ヨーロッパ〜西ロシアで異常高温、ロシア西部では異常少雨、干ばつや森林火災（偏西風の蛇行に伴い背の高い高気圧が発生した状態が7月を通して継続[注釈 5]、高気圧の高温域・晴天域に覆われた事に因る）
- 2015年
  - 5月 インドの熱波（2200人以上死亡。アラーハーバードで47.7°C、デリーで45.5°C[16][17][18][19]）
  - 6月 パキスタンの熱波（2000人以上死亡[20]。サッカルで48°C、6月22日にはカラチで45°C、ラマダーンと停電で被害拡大[21][22]）
  - 7月31日 イランのバンダルマズハー (Bandar-e Mahshahr) （クウェート近くのペルシャ湾沿岸都市）で最高気温46.1°C（115°F）、最低気温32.2°C（90°F）、湿度を考えた体感気温74°C（165°F）[注釈 6][23]。前日にも最高気温42.8°C（109°F）、最低気温32.2°C（90°F）、体感温度68°C（154°F）[24]
  - 7月
    - ヨーロッパ（コルドバで50年ぶりの43.7°C、マドリッドで観測史上最高の39.7°C。ジュネーブで観測史上最高の39.7°C[注釈 7][25]、ドイツ南部キッツィンゲンで40.3°C（1881年からのドイツ観測史上新記録）[26]。オーストリアは「過去248年の観測史上もっとも暑い7月」と発表した[27]）
    - 7月 - オーストラリアの気象局が「過去248年の観測史上で最も暑い7月」と認定[28]
- 2016年
  - 4月中旬〜 インドで熱波（4月20日現在、アンドラ・プラデシュ州、テランガナ州を中心に160人以上死亡[29]）
  - 5月20日 インドのラジャスタン州ファロディ（Phalodi）で51.0°C。インド最高記録[注釈 8]を更新[30]
- 2019年 フランスでは、6月24日-7月7日と7月21日-27日の二度を中心に大きな熱波に見舞われ、7月28日にはフランス南部のガール県ガラルグルモンテュ村にて同国観測史上最高となる45.9°Cを記録した。フランス保健省は9月9日までに、熱波に関連して1435人が死亡したことを明らかにした[31]
- 2022年7月 スペインでは最高気温が45°Cを超える日が続き山火事が相次いだ[32]。また熱波による死者数は500人以上に達したものと推計された[33]